# Nicolas Doria
Nicolas Doria (1539-1594) est un carme déchaux, d'origine génoise. Figure controversée des débuts de l'Ordre, il a œuvré à l'indépendance de celui-ci et imposé des priorités ascétiques à la réforme de Thérèse d'Avila.  

## Biographie

### De Gênes à Séville

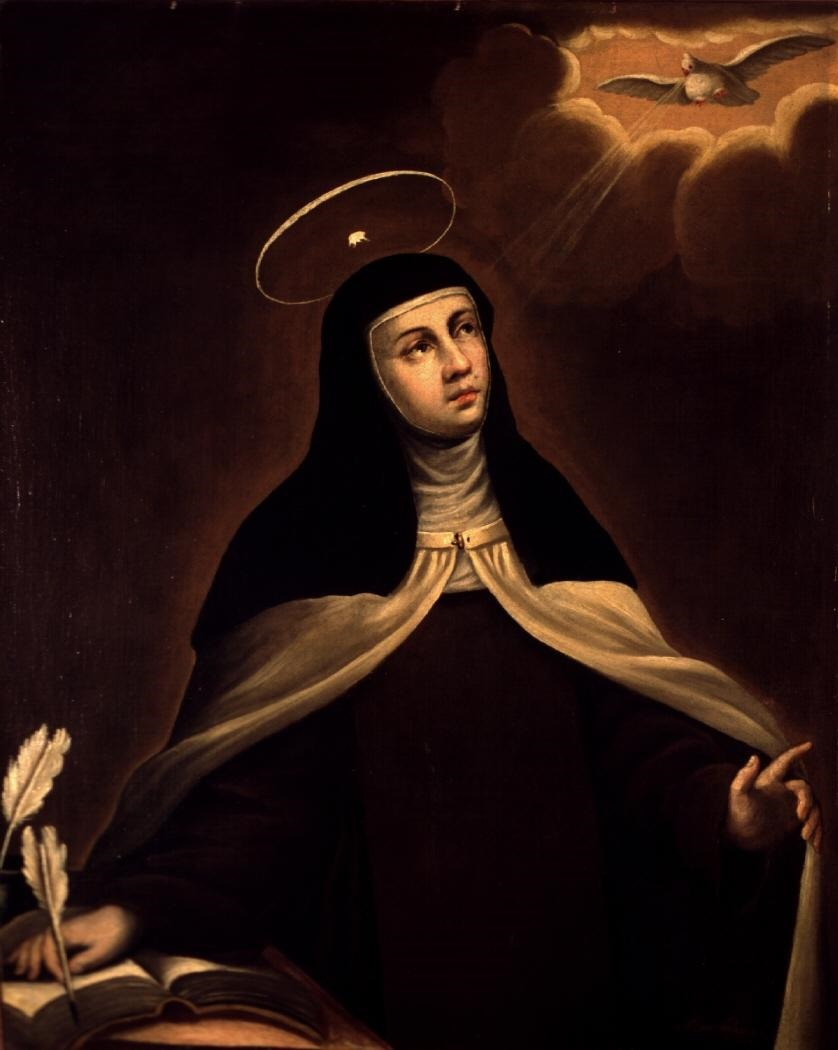
Sainte Thérèse d'Avila

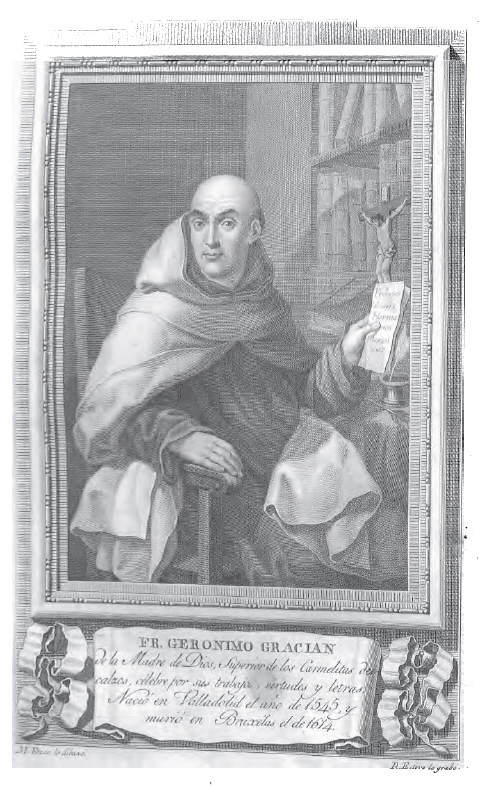
Jérôme Gratien de la Mère de Dieu

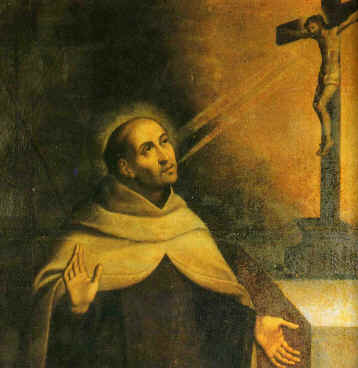
Saint Jean de la Croix

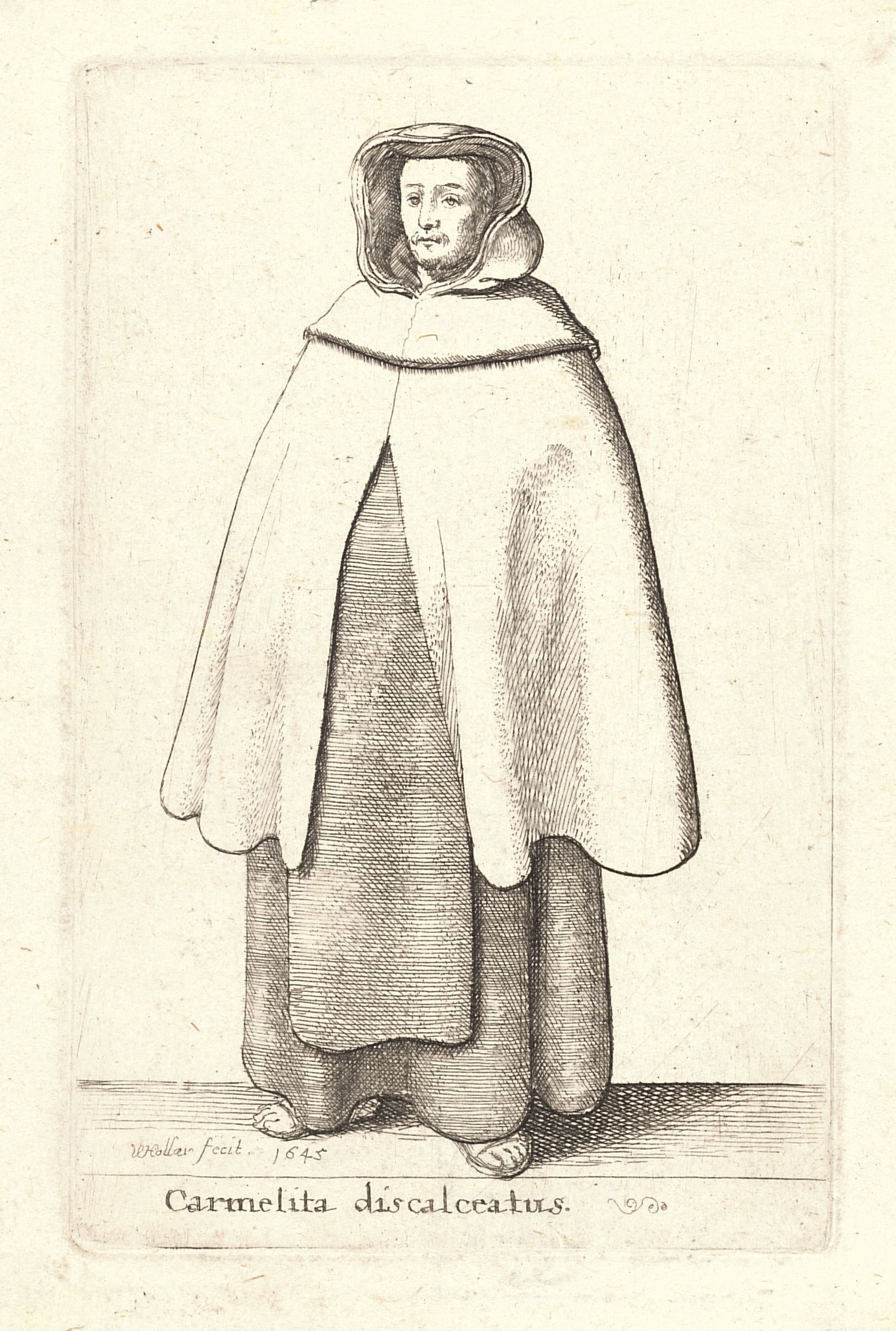
Représentation d'un carme déchaux

Nicolas Doria est né à Gênes (Italie), le 18 mai 1539. Si on ne sait rien de sa jeunesse, sa présence est attestée à Séville en 1567. Initié aux affaires dans la république portuaire, il s'installe en 1570 à Séville (Espagne), pour y exercer la profession de banquier. Son savoir-faire lui attire un certain succès mais, ayant fait naufrage et risqué la noyade au cours de l'un de ses voyages, il décide de se consacrer au salut de son âme. À cet effet, il liquide ses comptes, distribue ses biens aux pauvres et s'engage dans l’Église. C'est ainsi qu'au terme d'études quelque peu précipitées au collège Santo Thomás de Séville, il est ordonné prêtre en 1576. Un an plus tard, à la suite de son ami, Ambrosio Marino, il entre chez les carmes déchaux, au couvent de Los Remedios de Séville, pour réparer ma vie passée, selon ses propres dires. Il y fait profession, le 25 mars 1578, sous le nom de Nicolas de Jésus-Marie.

### Situation des déchaux
Nicolas s'est engagé chez les déchaussés au moment où ceux-ci se trouvaient en conflit avec les Grands carmes : c'est précisément entre 1577 et 1578 que Jean de la Croix connaît la réclusion chez les Mitigés de Tolède. La situation se débloque toutefois en 1580, par un bref de Grégoire XIII, daté du 22 juin, qui, séparant les deux observances, constituait les déchaux en province distincte et plaçait celle-ci sous la juridiction directe du général des Grands carmes. En mars 1581, Jérôme-Gratien de la Mère de Dieu est élu provincial à Alcalá. Sainte Thérèse d'Avila meurt en octobre 1582 ; elle avait lancé la réforme de l'ordre, dont les grandes orientations seront rappelées par Jean de la Croix, en 1583, au chapitre d'Almodovar. En 1584, Doria fonde un couvent déchaussé dans sa ville natale. À l'expiration de son mandat en 1585, Gratien invite le chapitre provincial, réuni à Lisbonne, à choisir Nicolas de Jésus-Marie pour lui succéder. Connu et apprécié pour ses talents d'organisateur, le Génois sera provincial de 1585 à 1588.

### L'accession au pouvoir
Parvenu au pouvoir, Nicolas poursuit un double objectif : autonomiser entièrement les déchaux et revoir les priorités de la réforme thérésienne, en rigidifiant l'observance monastique et en restreignant l'apostolat. Pour parvenir à ses fins, il lui faut cependant amoindrir l'influence de Jean de la Croix et celle de Gratien, fidèles disciples de la Mère fondatrice. C'est pourquoi, le 17 octobre 1585, au chapitre de Pastrana, il en appelle à l'ascétisme le plus rigoureux et dénonce le prétendu laxisme de son prédécesseur, que l'on isole en l'envoyant comme provincial au Portugal. En 1586, Doria obtient de Clément VIII l'autorisation d'ouvrir à Rome une maison où résiderait le représentant des déchaux, de manière à faciliter les négociations en vue de l'autonomie. Comme le carme se refuse à envisager une implantation hors de la péninsule Ibérique, le pape prend sur lui de prononcer la séparation des déchaux d'Espagne et d'Italie, afin de permettre à ceux-ci de poursuivre ailleurs des fondations. La stratégie de Doria va toutefois s'avérer payante, puisque, le 10 juillet 1587, un bref pontifical reconnaît aux déchaux le statut de congrégation indépendante au sein de l'ordre, avec son propre vicaire général, muni de plus amples pouvoirs. 

### Le vicaire général
En 1588, Nicolas est élu à cette fonction. Il en profite pour mettre sur pied une nouvelle forme de gouvernement, qui retire tous les pouvoirs aux prieurs et provinciaux, afin de les confier à la Consulta, c'est-à-dire au vicaire et à son conseil. Au sein de celui-ci, Jean de la Croix sera le seul à résister au terrible Doria, particulièrement lorsqu'il s'agira de préserver l'indépendance des carmélites par rapport à la Consulta, mais aussi d'éviter que Gratien ne soit chassé de l'Ordre. Le défenseur d'Anne de Jésus paiera cher ses courageuses prises de position : au chapitre de Madrid, en juin 1591, plus aucune charge ne lui est remise, et il se voit bientôt victime d'une campagne de calomnies, qui ne s'éteindra qu'à sa mort, survenue quelques mois plus tard. Quant à Gratien, il sera bel et bien mis à la porte de la congrégation, le 17 février 1592. Désormais, pour Doria, la voie est libre. Au chapitre général des carmes, tenu à Crémone en 1593, il présente une supplique ayant pour objet la séparation totale d'avec les Grands carmes. Cette requête obtient un vote favorable de la part des capitulaires. Le 20 décembre 1593, par la bulle Pastoralis Officii, le pape Clément VIII ratifiera l'indépendance des déchaux, avant de nommer Nicolas premier préposé général du nouvel Ordre. Nicolas Doria convoque le premier chapitre des Carmes déchaux pour le 29 mai 1594, mais il décède juste avant, le 9 mai 1594, à Madrid,.

## Postérité
Surnommé « le Lion du Carmel », Doria a laissé le souvenir d'une personnalité despotique et « très contestée ». Arrivé au pouvoir à cet instant critique dans l'histoire d'une fondation, où la première génération doit passer le relai à la deuxième, il s'est avéré incapable de comprendre les profondes intuitions spirituelles des réformateurs, entre autres parce que sa formation théologique avait été sensiblement bâclée. Non seulement il préfère l'ascèse à la mystique, mais il semble plutôt engagé dans un projet médiéval de conversion personnelle, ce qui l'empêche de s'inscrire dans la perspective ouverte par la Contre-Réforme, d'une intense dévotion mise au service des intérêts de l’Église dans la société : sainte Thérèse n'avait-elle pas « construit ses Carmels pour des raisons missionnaires » ? . C'est pourquoi l'une des principales sources de conflit entre Nicolas et ses adversaires aura été la question des missions hors d'Espagne. Même si, globalement, les orientations de Doria seront jugées plus tard comme des déviations par rapport à l'idéal thérésien, il n'en reste pas moins que celles-ci ont influencé les déchaux espagnols durant plusieurs générations.

### Œuvres
- Tratado de cambios
- Tratado de la perfección del Carmelita Descalzo
- Nuevos avisos del P. N. Doria
- Lettres circulaires sur le gouvernement de l'Ordre

### Études
- I. Moriones, « Nicolas de Jésus-Marie (Doria) », Dictionnaire de spiritualité ascétique et mystique, Paris, Beauchesne, t. XI,‎ 1981, p. 287-288 (lire en ligne).